# J'ai 12 ans et je fais la guerre
Pour plus de détails, voir Fiche technique et Distribution.
J'ai 12 ans et je fais la guerre est un court métrage français réalisé par Gilles de Maistre et diffusé en 1990.

## Fiche technique
- Titre : J'ai 12 ans et je fais la guerre
- Réalisation : Gilles de Maistre
- Montage : Virginie Walbaum
- Production : Canal+ - Capa Presse - France 3
- Pays  :  France
- Durée : 52 minutes
- Date de diffusion à la télévision : France - 1990

## Distinctions
- Prix Albert-Londres de l’audiovisuel 1990[1]
- Prix du meilleur documentaire aux International Emmy Awards[2]